# Saint-Maurice-de-Tavernole
Saint-Maurice-de-Tavernole foi uma comuna francesa na região administrativa da Nova Aquitânia, no departamento de Charente-Maritime. Estendia-se por uma área de 3,92 km². Em 2010 a comuna tinha 132 habitantes (densidade: 33,7 hab./km²).
Em 1 de janeiro de 2016, passou a formar parte da nova comuna de Réaux sur Trèfle.